# Розенгартен (Кохер)
Розенгартен (нем. Rosengarten) — община в Германии, в земле Баден-Вюртемберг.
Подчиняется административному округу Штутгарт. Входит в состав района Швебиш-Халль. Население составляет 5082 человека (на 31 декабря 2010 года). Занимает площадь 31,02 км².